# Claude Sébastien Bourguignon
Pour les articles homonymes, voir Bourguignon.
Claude Sébastien Bourguignon-Dumolard, né le 18 mars 1760 à Vif (Isère) et mort le 23 avril 1829 à Paris, était un juriste français.

## Biographie

### Enfance et jeunesse
Claude Sébastien Bourguignon-Dumolard naît le 18 mars 1760 dans la maison forte du Molard, hameau de Champrond, à Vif (Isère). Il est baptisé le surlendemain à l'église Saint-Jean-Baptiste par le curé Antoine Guilhermoz et passe le reste de son enfance dans la vallée de la Gresse.
Par la suite, il se rend sur Grenoble pour faire des études de droit. Il y fait la connaissance de sa future femme, Dorothée Grand-Thorane, qu'il épouse dans l'église Saint-Hugues le 6 juin 1780. Le couple vit par la suite à Grenoble et ont un fils, Henri-Frédéric, en 1785.

### La Révolution française
Au commencement de la Révolution française, il est officier municipal, remplissant des fonctions administratives et judiciaires. Arrêté le 31 mai 1793 comme fédéraliste influent du Midi et enfermé au monastère Sainte-Marie d'en-Haut de Grenoble, il est extrait de la prison au bout de quelques jours pour des raisons de santé et est consigné chez lui. Finalement libéré, il quitte Grenoble en 1794 et va se réfugier à Paris pour se soustraire à la loi des suspects. 
Il quitte le nom de Dumolard sous lequel il était le plus connu pour ne conserver que son nom de famille. Lié d'intérêts et d'affection au parti qui renversa Robespierre, il est nommé, le 9 Thermidor an II, secrétaire général du comité de sûreté générale, il reçoit et exécute la périlleuse mission d'apposer les scellés sur les papiers des deux frères Robespierre avant leur arrestation. Il ordonne la mise en liberté d'un grand nombre de détenus.
Il entre ensuite comme chef de division au ministère de l'Intérieur, puis comme secrétaire général à celui de la Justice, et il devient commissaire du Directoire près le Tribunal civil de Paris puis près la Cour de cassation.

### LeDirectoireet leConsulat
Gohier, à son entrée au Directoire, le fit nommer, le 4 messidor an VII, Ministre de la police générale, en replacement de Duval. Il demeura en poste seulement 27 jours, céda sa place à Fouché et accepta les fonctions de régisseur de l'enregistrement et des domaines, mais après le 18 brumaire, le premier consul lui retira cette fonction. 
Le gouvernement consulaire le nomma juge au tribunal criminel de Paris et membre au conseil d'administration des droits réunis.

### Le Premier Empire
Napoléon Ier l'éleva au poste de substitut du procureur général impérial de la Haute Cour et enfin conseiller à la cour impériale de Paris.
Dans le procès du général Moreau, il opina, avec la majorité, pour une peine correctionnelle (deux années de détention), bien qu'il soit convaincu de l'intelligence du général avec Pichegru et Cadoudal.
Il est fait chevalier de l'Ordre de la Réunion le 19 juin 1813.

### La Restauration française
Il fut mis à la retraite sous la Seconde Restauration avec le titre de conseiller honoraire et ouvrit un important cabinet d'avocats-consultants à Paris.
Bourguignon-Dumolard meurt à Paris le 22 avril 1829.

## Descendance
La petite-fille de Claude Sébastien Bourguignon-Dumolard, Louise Trinché a épousé Étienne, Auguste, Eloy Clément. Sa descendance dauphinoise perpétue la tradition et porte toujours ses armes. Un portrait de Claude Sébastien Bourguignon-Dumolard et de son épouse se sont d'ailleurs transmis dans la descendance dauphinoise Clément.

## Publications
Bourguignon-Dumolard a publié de nombreux travaux de législation, entre autres :
- Manuel d'instruction criminelle (1810) ;
- Dictionnaire raisonné des lois pénales de France (1811) ;
- Conférence des cinq Codes entre eux (1818) ;
- Les Huit Codes annotés (avec A. Dalloz, 1829) ;
- Mémoire sur l'institution du jury, couronné par la séance publique de l'Institut National du mois de Germinal an X ;
- Deuxième mémoire sur l’institution du jury ;
- Troisième mémoire sur l’institution du jury.